# Vilma Egresi
Vilma Egresi (Budapest, 7 de mayo de 1936-Budapest, 7 de enero de 1979) fue una deportista húngara que compitió en piragüismo en la modalidad de aguas tranquilas.
Participó en los Juegos Olímpicos de Roma 1960, obteniendo una medalla de bronce en la prueba de K2 500 m. Ganó una medalla de plata en el Campeonato Mundial de Piragüismo de 1954 en la prueba de K2 500 m.

## Palmarés internacional
| Juegos Olímpicos   | Juegos Olímpicos | Juegos Olímpicos  | Juegos Olímpicos |
| Año                | Lugar            | Medalla           | Evento           |
| ------------------ | ---------------- | ----------------- | ---------------- |
| 1960               | Roma (Italia)    | Medalla de bronce | K2 500 m         |
| Campeonato Mundial |                  |                   |                  |
| Año                | Lugar            | Medalla           | Evento           |
| 1954               | Mâcon (Francia)  | Medalla de plata  | K2 500 m         |